# Воин из Капестрано
Воин из Капестрано (итал. Guerriero di Capestrano) — античная скульптура VI века до н.э. из некрополя в античном городе Ауфинум, недалеко от Капестрано; самый известный артефакт региона Абруццо в Италии.
Скульптура изображает воина племени пиценов. Она была обнаружена случайно в 1934 году Микеле Кастанья, крестьянином из деревни Чинериччо, во время работы на винограднике. Последующие раскопки, во главе с археологом Джузеппе Моретти, привели к открытию некрополя с гробницами и погребальными предметами VII—IV веков до н.э. В ходе раскопок были обнаружены все фрагменты скульптуры, и она была восстановлена. Ныне является экспонатом Национального Археологического Музея в городе Кьети.

## Описание
Высота статуи составляет 2 метра 9 сантиметров. Судя по сохранившимся следам от краски, первоначально она была окрашена в красный цвет. Мужская фигура со слабо выраженными половыми признаками, сложенными на груди руками и в военной экипировке. На лице маска. На голове шлем с гребнем и невероятных размеров полями.
Маленький круглый нагрудник и соответствующая ему наспинная пластина соединяются при помощи широкой перевязи, которая идет через правое плечо. Широкая, проходящая через плечо перевязь в 30 см длиной состоит из трёх пластин, соединённых петлями, которые приделаны к пластинам. К заднему диску перевязь прикреплена при помощи петли, а к переднему — крючком. Доспех поддержан двумя широкими ремнями, перекинутыми через плечи, и двумя более узкими, которые проходят под мышками. Ещё один доспех из кожи или металлической фольги закреплён на поясе и защищает живот. На ногах небольшие доспехи у сандалий. На воине есть защитная пластина для горла, на левой руке выше локтя виден защитный браслет.
Вооружен воин двумя дротиками с петлями для метания, топором и мечом, который он прижимает к груди. Щита нет, предполагается, что он был деревянным (скутум). Есть богато украшенный меч, который свисает с ремней с правой стороны, и небольшой нож, прикрепленный спереди к ножнам.
Воин стоит на пьедестале и поддерживается двумя боковыми колоннами, на которых выгравированы копья. На колонне слева имеется надпись на южно-пиценском языке: «MA KUPRí KORAM OPSÚT ANI{NI}S RAKINEL?ÍS? POMP?[ÚNE]Í». Предположительный перевод звучит следующим образом: «Меня, прекрасный образ, создал Анинис для короля Невиона Помпуледиона». Судя по маске и боковым опорам, воин изображен мёртвым. Вероятно, первоначально статуя предназначалась для царского надгробия.